# Coleophora seriphidii
Coleophora seriphidii é uma espécie de mariposa do gênero Coleophora pertencente à família Coleophoridae.